# Időmérték (könyvsorozat)
Az Időmérték (ISSN  2498-6550) a Magvető Könyvkiadó által 2016-ban indított könyvsorozat, amely sorszámozott, kis méretű, zsebben hordható, "útra való" verseskötetekből áll. Az időtálló, mértékadó költészetet tartalmazó kötetek 2016 márciusától jelennek meg. A Magyarországon legtöbb verseskötetet gondozó kiadó elsődleges célja, hogy a fiatal olvasókhoz is közelebb vigye a kortárs hazai és külföldi líratermés legjavát. A sorozat első darabja Röhrig Géza Az ember aki a cipőjében hordta a gyökereit című kötete volt.

## A sorozat kötetei
- 01: Röhrig Géza: Az ember aki a cipőjében hordta a gyökereit, 2016
- 02: Tamás Zsuzsa: Mit tud a kert, 2016
- 03: Ilma Rakusa: Love after love, 2016, fordította Kiss Noémi
- 04: Jónás Tamás: Törzs, 2016
- 05: Halasi Zoltán: Bella Italia, 2016
- 06: Al Berto: Tűzvészkert, 2016, fordította: Urbán Bálint
- 07: W. G. Sebald: Természet után, 2016, fordította Szijj Ferenc
- 08: Szálinger Balázs: 360°, 2016
- 09: Hevesi Judit: Holnap ne gyere, 2017
- 10: Bognár Péter: A fényes rend, 2017
- 11: Pál Sándor Attila: Dűvő, 2017
- 12: Zilahi Anna: A bálna nem motívum, 2017
- 13: Turi Tímea: Anna visszafordul, 2017
- 14: G. István László: Nem követtem el, 2017
- 15: Anne Carson: Vörös önéletrajza, 2017, fordította: Fenyvesi Orsolya
- 16: Balaskó Ákos: Tejsav, 2018
- 17: Fehér Renátó: Holtidény, 2018
- 18: Guillaume Métayer: Türelemüveg, 2018, fordította: Tóth Krisztina, Imreh András, Kemény István és Lackfi János
- 19: Rakovszky Zsuzsa: Történések, 2018
- 20: Szálinger Balázs: 361°, 2018
- 21: Fekete Vince: Szárnyvonal, 2018
- 22: Fekete Ádám: Fanyar nappalok a tokhal-tapétás szobában, 2018
- 23: G. István László: Földabrosz, 2019
- 24: Várady Szabolcs: De mennyire, 2019
- 25: Pál Sándor Attila: Balladáskönyv, 2019
- 26: Nádasdy Ádám: Jól láthatóan lógok itt, 2019
- 27: Purosz Leonidasz: Egy férfi sosem hagyja félbe, 2019
- 28: Frank O'Hara: Töprengések vészhelyzetben, 2020, fordította: Gerevich András, Krusovszky Dénes
- 29: Kállay Eszter: Kéz a levegőben, 2020
- 30: Vida Kamilla: Konstruktív bizalmatlansági indítvány, 2021
- 31: Székely Szabolcs: A beszélgetés története 2021
- 32: G. István László: Úgy felejti nyitva, 2021
- 33: Mesterházi Mónika: Nem félek, 2021
- 34: Győrffy Ákos: A távolodásban, 2021
- 35: Erdős Virág: Erdős Virág könnyei, 2022
- 36: Fekete Vince: Halálgyakorlatok, 2022
- 37: Fehér Renátó: Torkolatcsönd, 2022
- 38: Vados Anna: Nincs véna, 2022
- 39: Kellerwessel Klaus: Hátam mögött a hulló porcelán, 2023
- 40: Pál Sándor Attila: Daloskönyv, 2023
- 41: Időmérték. 70 vers, 2025, válogatta: Szegő János és Turi Tímea[1]